# Luman Reed
Luman Reed (* 4. Juni 1785 in Austerlitz, Columbia County, New York; † 6. Juni 1836 in New York City) war ein US-amerikanischer Unternehmer und einflussreicher Kunstmäzen.

## Leben
Reed wurde in der Ortschaft Green River (heute Teil der Gemeinde Austerlitz) im Bundesstaat New York als Sohn des Bauern Eliakim Reed II und dessen Frau Rebecca Fitch geboren. Das Paar stammte ursprünglich aus Connecticut und hatte die Farm 1779 erworben. Irgendwann zwischen 1787 und 1792 zog die Familie in das etwa 30 Kilometer entfernte Dorf Coxsackie am Hudson River, wo Reed die Schule besuchte. 
Derweil eröffneten sein Vater und sein Onkel Roswell Reed einen vorwiegend auf Agrarprodukte ausgerichteten Lebensmitteleinzelhandel. Dort erlebte Luman den Einstieg ins Berufsleben, als er an den Nachmittagen nach Schulschluss als einfacher Verkäufer im Laden arbeitete. Als sein Vater das Geschäft 1804 an Ralph Barker verkaufte, blieb Luman noch vier Jahre dessen Mitarbeiter und Auszubildender. Der begrenzte Platz und die limitierten Beschäftigungsmöglichkeiten veranlassten ihn jedoch schließlich 1808, nach neuen Herausforderungen zu suchen. Zunächst heuerte er auf der  dem Laden gehörenden Handels-Schaluppe Shakespeare an, die flussauf- und flussabwärts den Hudson River befuhr. Um 1812 stieß er dann abermals zu seinem Onkel Roswell, der mittlerweile ein eigenes Lebensmittelgeschäft in Coxsackie führte, und wurde dessen Angestellter.  
Im Jahr 1815 zogen beide nach New York City und eröffneten im Coenties Slip an der Südspitze Lower Manhattans einen Konfektionsgroßhandel. 1821 erfolgte der Umzug in die Front Street nahe der Wall Street und ein Jahr darauf schied Roswell Reed aus dem Geschäft aus. Luman arbeitete in der Folge mit unterschiedlichen Partnern: David Lee (1822–1827), Charles Y. Hempsted (1827–1829) und Jonathan Sturges (ab 1828). Dank des Unternehmens kam er zu großem Reichtum. Dieser ermöglichte es ihm, sich bereits 1832 zur Ruhe zu setzen. 

„He had made a reputation for being a completely honest but very astute trader, an exacting employer who was trusted and loved by those who worked for him, and a modest and intelligent man.“

„He did good with his money; he made it easily, and he spent it freely. He was a benefactor of the city.“

Luman Reed war seit 1808 mit Mary Barker (* 1780; † 1869) – der Schwester seines ehemaligen Chefs – verheiratet; das Paar hatte mit Catherine, Charles und Mary drei gemeinsame Kinder. Die Familie zog innerhalb von New York City mehrfach um. Zunächst wohnte sie in der Bridge Street, dann im Coenties Slip, später in der Stone Street und schließlich in der Greenwich Street. Luman Reed wurde stets als ruhiger, besonnener und der Musik zugetaner Familienmensch beschrieben. Im Alter von erst 51 Jahren verstarb er 1836 unerwartet nach kurzer, schwerer Krankheit und wurde auf dem New York Marble Cemetery in Manhattan bestattet.

## Kunstförderung
Reed war ein außerordentlicher Kunstliebhaber und tat sich ab Anfang der 1830er Jahre als kritischer Förderer und Finanzier zahlreicher sowohl bereits etablierter als auch junger, aufstrebender Maler hervor. So unterstützte er beispielsweise Thomas Cole, Asher Brown Durand, William Sidney Mount, Samuel F. B. Morse und George Whiting Flagg – und war teilweise auch eng mit ihnen befreundet. Ein besonderes Interesse hegte er für Landschafts- und Porträtmalerei, allerdings sammelte er mit gleicher Aufmerksamkeit auch Werke der Genremalerei. 1834 wurde Luman Reed zum Ehrenmitglied (Honorary NA) der National Academy of Design gewählt.
In seinem Bestreben, eine nationale künstlerische Kultur zu etablieren, die sich mit der hochentwickelten in Europa vergleichen ließe, und auf Grund des Mangels an Museen und Galerien in der Stadt, beschloss er, das ihm zu Teil gewordene Vermögen zur Zusammenstellung einer hochklassigen Kunstsammlung zu verwenden und diese der Öffentlichkeit zugänglich zu machen. Im dritten Stock seines Stadthauses in der Greenwich Street richtete er daraufhin eine zweiräumige Galerie ein, die einen Tag pro Woche für jedermann geöffnet war. Bereits seit 1829 fanden dort die Treffen des Sketch Club statt, aus dem sich später der noch heute bestehende Gentlemen’s club Century Association formierte. In den Gesprächsrunden fanden sich führende Künstler, Schriftsteller und Sammler zusammen und diskutierten über aktuelles Zeitgeschehen und intellektuelle Problemstellungen der Kunst. Reed finanzierte Durand die Produktion einer Gemäldeserie der ersten sieben Präsidenten der Vereinigten Staaten, die seiner noch jungen Sammlung rasch einen historisch-relevanten Anspruch verschaffen sollte. Zeitgleich hatte er auch ein pièce de résistance – also ein herausragendes Hauptwerk – für seine Kollektion im Sinn. Dieses lieferte Cole mit seinem Zyklus The Course of Empire, dessen Fertigstellung Reed allerdings nicht mehr erlebte. Durand erinnerte Cole nach Reeds Tod in einem Brief an
„the man whose equal we shall never see again.“
„den Mann, dessen gleich wir wohl nie wieder jemanden sehen werden.“
Bis 1844 verblieb die Sammlung im Besitz der Familie Reed, ehe sie von einer Gruppe seiner ehemaligen Partner und Investoren erworben wurde, die daraufhin die New-York Gallery of the Fine Arts gründeten, um die Bilder dauerhaft zu bewahren. Als diese 14 Jahre später aus finanziellen Gründen geschlossen werden musste, wurden die Gemälde unter anderem der New-York Historical Society geschenkt.